# Oda Nobuharu
Oda Nobuharu est un nom japonais traditionnel ; le nom de famille (ou le nom d'école), Oda, précède donc le prénom (ou le nom d'artiste).
Oda Nobuharu (織田 信治, 1545-19 octobre 1570) est un samouraï de l'époque Sengoku de l'histoire du Japon au service du clan Oda. Nobuharu est le frère cadet d'Oda Nobunaga. Nobunaga lui accorde le château de Nobu et ses environs comme fief. ALors qu'il combat les Asakura et les Asai, Nobuharu est tué à la bataille du château d'Usayama (en compagnie de Mori Yoshinari, autre vassal des Oda) dans la province d'Ōmi en 1570.
Ses descendants deviennent hatamoto sous le shogunat Tokugawa.

## Famille
- Père : Oda Nobuhide (1510-1551)
- Frères :
  - Oda Nobuhiro (d. 1574)
  - Oda Nobunaga (1534-1582)
  - Oda Nobuyuki (1536-1557)
  - Oda Nobukane (1548-1614)
  - Oda Nagamasu (1548-1622)
  - Oda Nobutoki (d. 1556)
  - Oda Nobuoki
  - Oda Hidetaka (d.1555)
  - Oda Hidenari
  - Oda Nobuteru
  - Oda Nagatoshi

- Sœurs :
  - Oichi (1547-1583)
  - Oinu

## Source de la traduction
- (en) Cet article est partiellement ou en totalité issu de l’article de Wikipédia en anglais intitulé « Oda Nobuharu » (voir la liste des auteurs).